# Aleš Šteger
Aleš Šteger es un poeta, escritor, traductor y editor esloveno, nacido en 1973 en Ptuj.

## Biografía
Estudió literatura comparada y alemán en la Universidad de Liubliana. Trabaja en la editorial eslovena Študentska založba.
Entre sus libros de poesía se cuentan: Šahovnice ur (1995), Kašmir (1997), Protuberance (2002), Knjiga reči (2005) y Knjiga teles (2010). Además, ha publicado tres libros de prosa: Včasih je januar sredi poletja (1999), Berlin (2007) y S prsti in peto. O prostorih (2009).
En 2008, fue galardonado con el Premio Rožanc, entre otros.
Fue cofundador y director del festival internacional de poesía Días de poesía y vino (Dnevi poezije in vina) de Medana.

## Obras
Poesía
- Šahovnice ur, 1995.
- Kašmir, 1997.
- Protuberance, 2002.
- Knjiga reči, 2005.
- Kamen, 2005.
- Knjiga teles, 2010.

Prosa
- Včasih je januar sredi poletja, 1999.
- Berlin, 2007.
- S prsti in peto. O prostorih, 2009.

## Traducciones al español
- Berlín. Editorial Pre-Textos. 2011.

- El libro de las cosas y los cuerpos. Editorial Ediciones Arlequín. 2014.
- Carnaval brutal. Editorial Ediciones Arlequín. 2018.